# 涌宝镇
涌宝镇，是中华人民共和国云南省临沧市云县下辖的一个乡镇级行政单位。是云县东南片区的经济、交通和文化中心。

## 行政区划
2002年由涌宝彝族乡改设为涌宝镇。涌宝镇下辖以下地区：
涌宝村、邦卡村、老鲁村、石头寨村、分水岭村、忙亥村、岔河街村、浪坝山村、茶山村、棠梨树村、木瓜河村、石龙村、胜利村、荒田村、龙马塘村、柄柏村、糯洒村、南糯村、水平村和南茂河村。

## 教育
- 涌宝中学（完全中学）